# Eluanbi fyr
Eluanbi fyr (kinesiska: 鵝鑾鼻燈塔), även kallat The Light of East Asia är en bemannad fyr i distriktet Pingtung i södra Taiwan. 
Fyren och fortet på Cape Eluanbi, som är Taiwans sydligaste punkt, byggdes för att skydda sjöfarten efter flera incidenter där besättningar dödats efter att deras fartyg hade förlist på korallreven längs kusten. Myndigheterna anlitade den engelska arkitekten W. F. Spindey som var medlem av Royal Geographical Society i London till att utföra arbetet. År 1875 drog han med 80 man från Takao, nuvarande Kaohsiung, på en expedition söderut för att finna en lämplig placering och skaffa en tomt.
Fyren konstruerades och byggdes av den brittiske ingenjören John Reginald Harding  som var anställd på kinesiska sjötullverket.
Den uppfördes mellan 1881 och 1882 och tändes första gången året efter. Fyren omgavs av en vallgrav som skydd mot anfall från ursprungsbefolkningen. Den var 15 meter hög och lampan skyddades av roterande stålpaneler. På balkongen fanns embrassyrer för gevär och kulsprutor. Fyren bevakades av kinesiska soldater. Den första fyrvaktaren, George Taylor stannade till 1889. Han lärde sig tala Paiwanfolkets språk och samlade in växter till Royal Botanic Gardens, Kew.
Fyren förstördes under första kinesisk-japanska kriget men återuppbyggdes av japanerna år 1898. En kraftigare lampa installerades 1910. Under andra världskriget förstördes fyren av amerikanska bombflygplan och renoverades av Republiken Kina 1950. År 1962 försågs fyren med en roterande fresnel-lins och blev Taiwans ljusstarkaste vilket gav den smeknamnet Ostasiens ljus (The Light of East Asia).  Fyrkaraktären ändrades samtidigt  till en blixt var tionde sekund.
Eluanbi fyr utsågs till ett av Taiwans åtta vackraste naturområden 1927 och ett minnesmärke restes på platsen två år senare liksom en jinja. Fyrplatsen öppnades för allmänheten år 1992. Den ligger i Kenting nationalpark, och både den och utställningen i fyren kan besökas alla dagar utom måndag. Själva fyren är dock stängd för besökande.

## Bilder

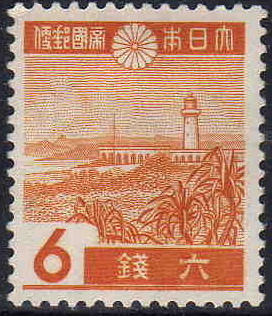
Fyren på ett japanskt frimärke 1939
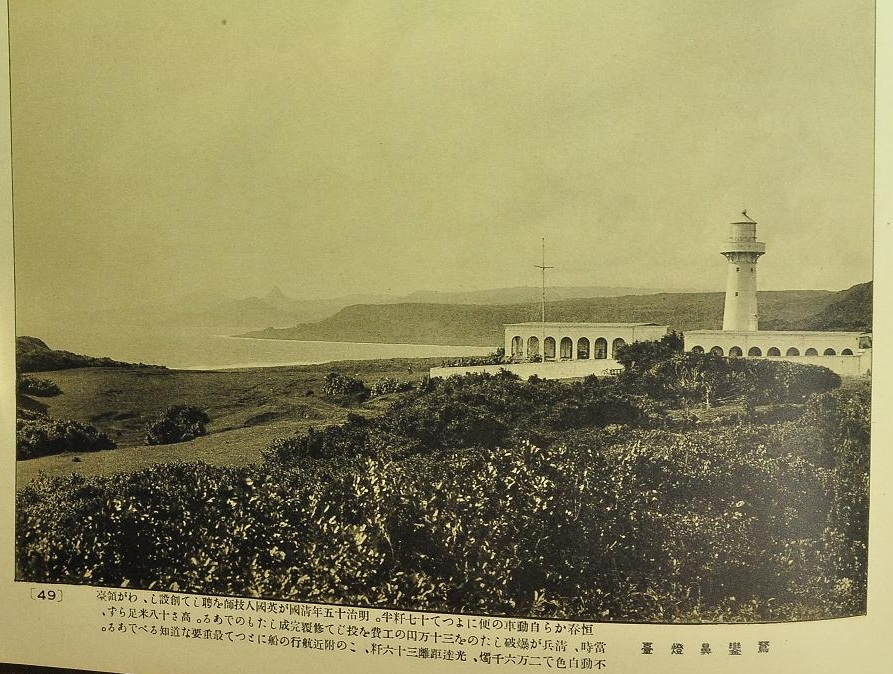
Fyren 1934
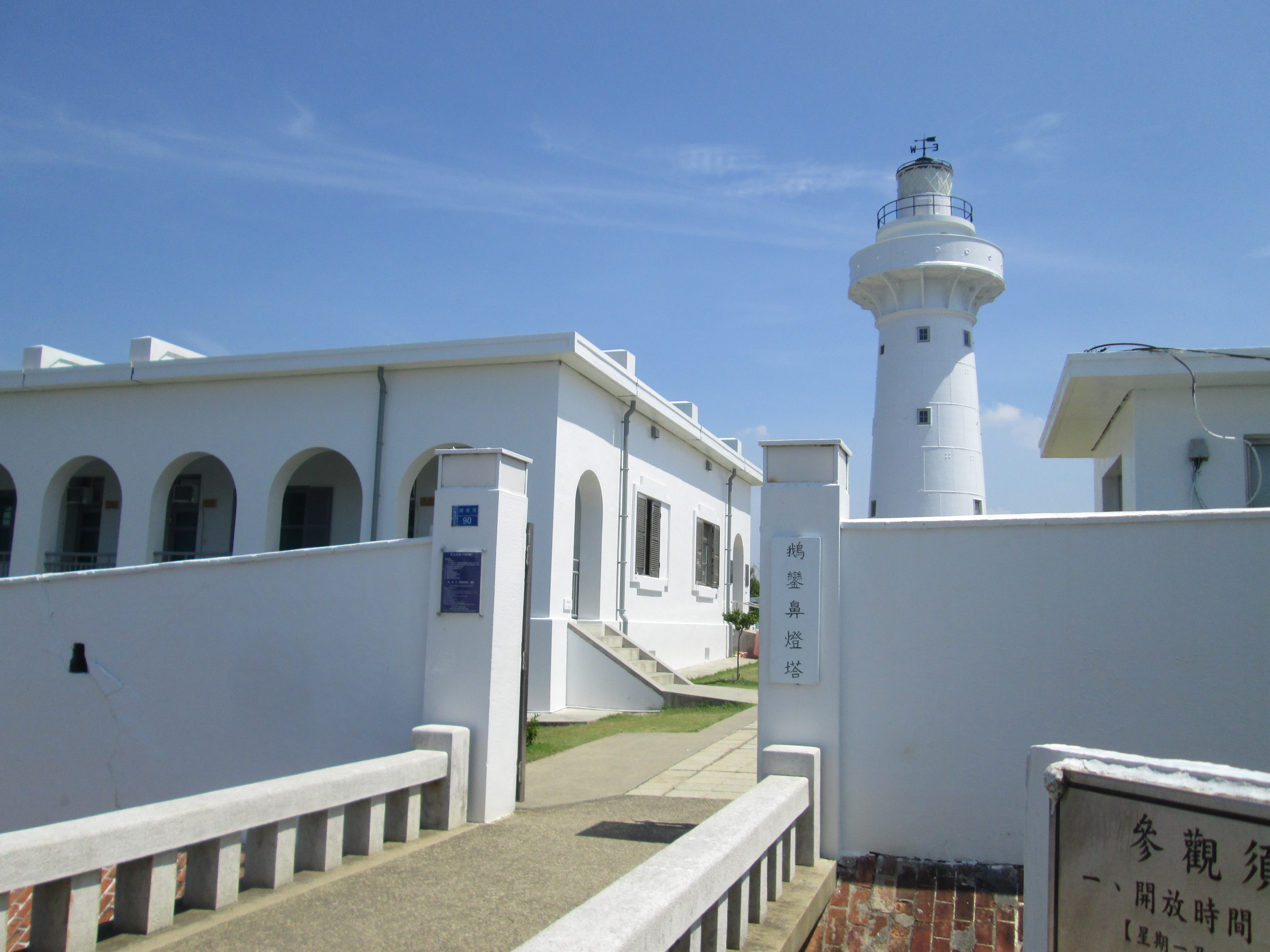
Ingång till fyrplatsen
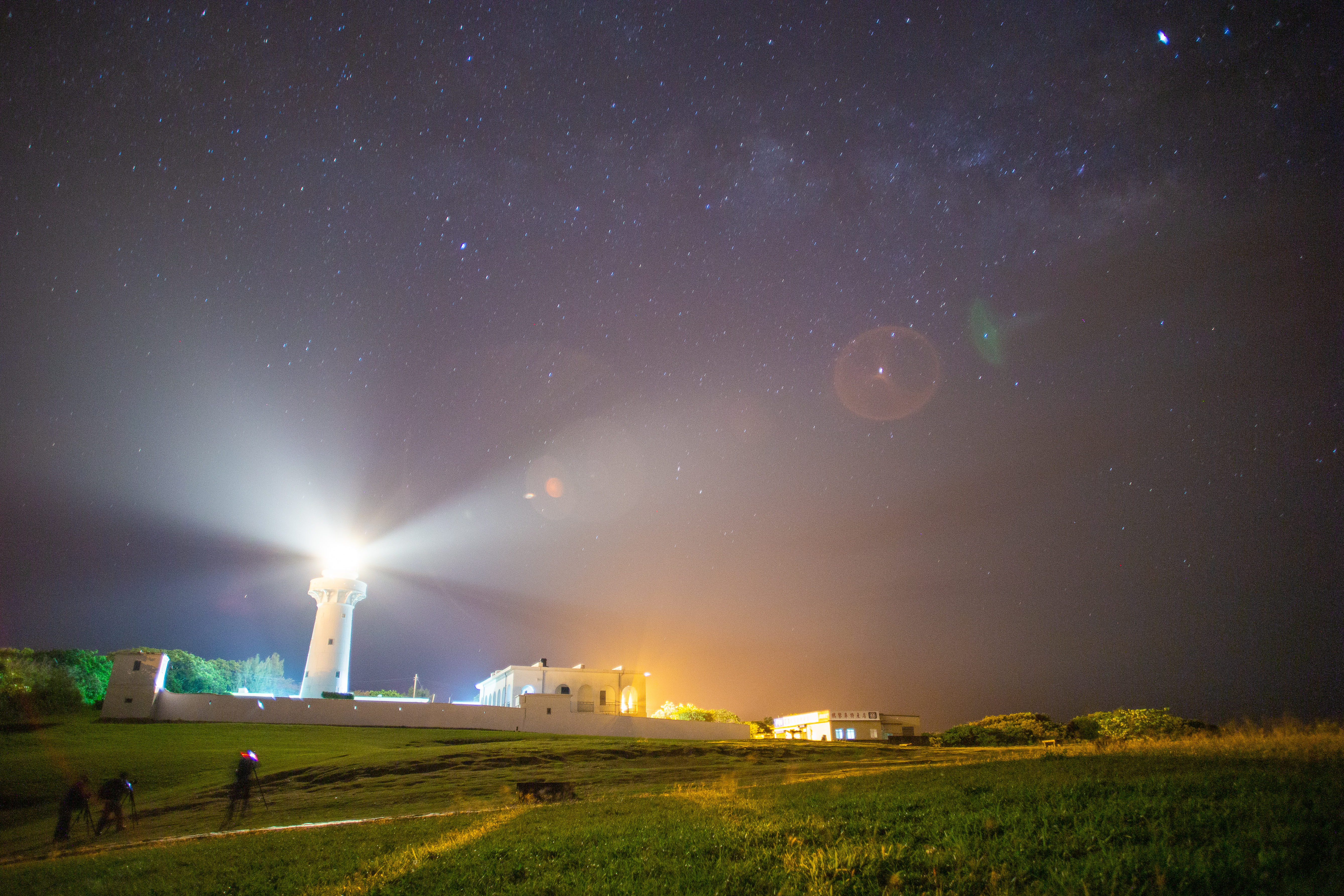
Eluanbi fyr på natten